# Wallace Center
Wallace Center – obszar niemunicypalny w Hrabstwie Kern, w Kalifornii (Stany Zjednoczone), na wysokości 262 m.